# Bungo (průliv)

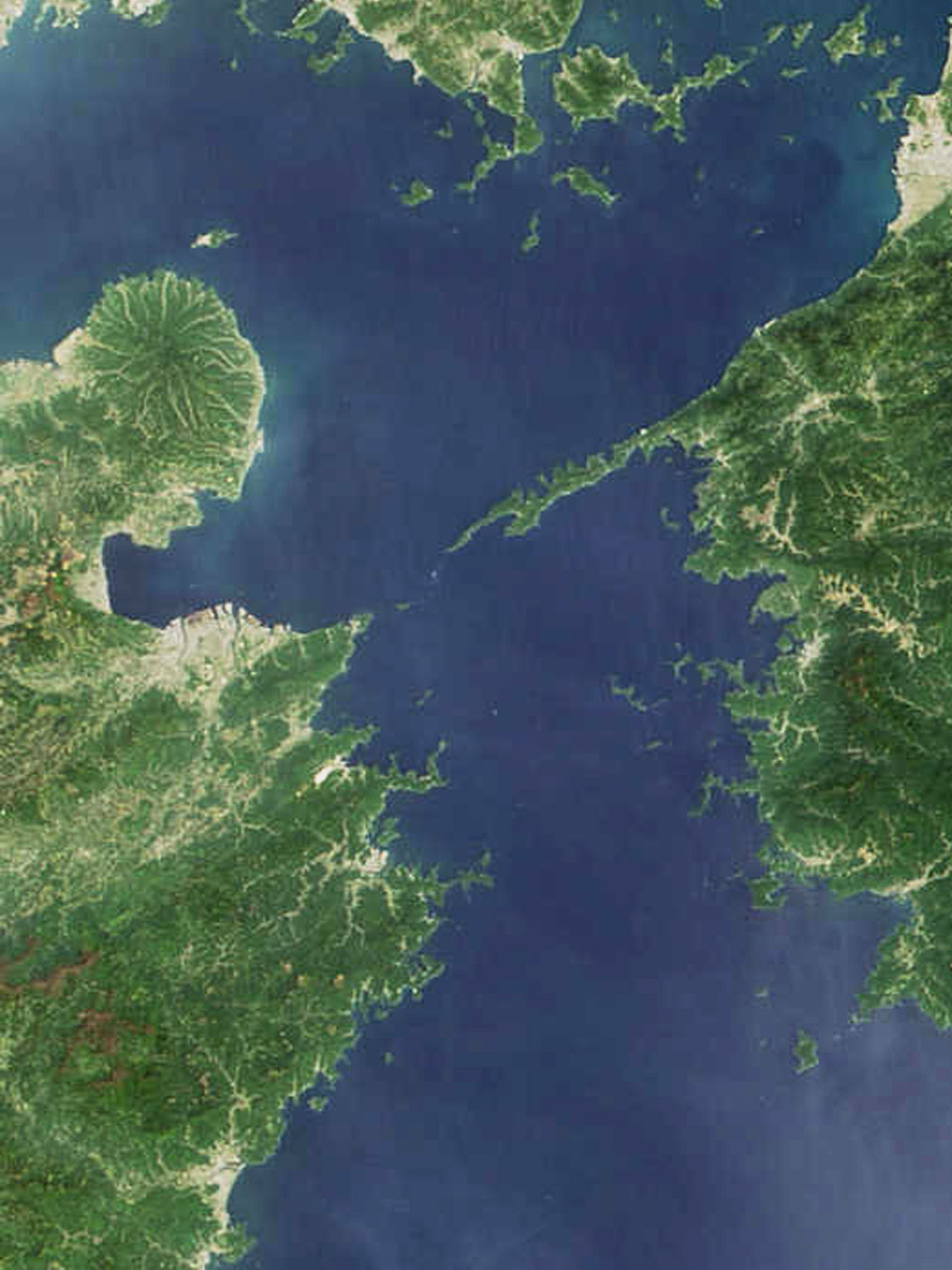
Průliv Bungo satelitní snímek

Bungo (japonsky: 豊後水道, Bungo Suidó) je průliv oddělující od sebe japonské ostrovy Kjúšú a Šikoku. Spojuje Tichý oceán s Vnitřním mořem (konkrétně Ijo Nada). Nejužší část průlivu tvoří úžina Hójo.

## V kultuře
Průliv Bungo vešel ve známost díky americkému válečnému filmovému dramatu o ponorkové válce Pluj tiše, pluj hluboko (Run Silent, Run Deep) z roku 1958.